# Терентьєва Наталія Олексіївна
Наталія Олексіївна Терентьєва (2 травня 1947, Ленінград — 2009) — український історик, дослідниця українсько-грецьких зв'язків.

## Біографія
Народилася 2 травня 1947 року в Ленінграді. 1972 року закінчила факультетт романо-германської філології Київського державного університету. У 1969–1978 роках — перекладач з англійської мови в Київському відділенні ВАТ «Інтурист», у 1978–1980 роках — у Державному комітеті по зовнішньоекономічних зв'язках (Республіка Ірак). З 1981 року — молодший науковий співробітник, науковий співробітник, старший науковий співробітник, з 1993 року — завідувач відділу «Кабінет українсько-грецьких відносин» Інституту історії України НАН України. Віце-президент Українського національного комітету по вивченню країн Південно-Східної Європи, член Російського товариства по вивченню XVIII століття, на громадських засадах — президент товариства «Україна — Греція», член Національного географічного товариства (США). 1988 року, під керівництвом члена-кореспондента АН УРСР П. С. Соханя, захистила кандидатську дисертацію на тему: «Економічне, науково-технічне та культурне співробітництво СРСР та Греції (70-і — середина 80-х рр.)». Була стипендіатом Інституту балканських досліджень (Салоніки, 1990), Міністерства національної економіки Греції (1997), Афінського університету імені І. Каподістрії (1998), доброчинного фонду «Олександр Онасіс» (1999).
Померла у 2009 році.

## Основні праці
- Торгово-економічні зв'язки України і Греції: Історичні традиції та сьогодення. — Київ, 2005 (у співавторстві);
- Таємне грецьке товариство «Філікі Етерія»: Організаційний та політико-ідеологічний центр підготовки грецької революції 1821–1829 рр. — Київ, 2005;
- Греки в Украине: Экономическая и культурно-просветительская деятельность (XVII-XX вв.). — Київ, 1999;
- Украина — Греция: штрихи к портрету экономического сотрудничества. — Київ, 1998 (у співавторстві);
- Елінізм в Україні. — Афіни, 1996 (грецькою мовою);
- Греко-російсько-українська єдність: 1000-річчя розвитку. — Донецьк, 1993 (у співавторстві);
- Греко-советские взаимосвязи: экономика, наука, культура (1924–1991). — Київ, 1993;
- Греко-радянські зв'язки: економіка, наука, культура. 1924–1991. — Київ, 1992;
- Теорія та історія світової культури. — Київ, 1991 (у співавторстві);
- Політичні, суспільні та культурні зв'язки між народами СРСР та Греції. — Москва, 1989 (у співавторстві).